# Macedonica
Macedonica is een geslacht van slakken uit de  familie van de Clausiliidae.

## Soorten
De volgende soorten zijn bij het geslacht ingedeeld:
- Macedonica brabeneci H. Nordsieck, 1977
- Macedonica dobrostanica Irikov, 2012
- Macedonica frauenfeldi (Rossmässler, 1856)
- Macedonica guicciardii (Roth, 1856)
- Macedonica hartmuti Irikov, 2003
- Macedonica macedonica (Rossmässler, 1839)
- Macedonica marginata (Rossmässler, 1835)
- Macedonica martae Sajó, 1968
- Macedonica pindica E. Gittenberger, 2002
- Macedonica pinteri Sajó, 1968
- Macedonica pirinensis S. H. F. Jaeckel, 1954
- Macedonica pirotana (Pavlović, 1912)
- Macedonica schatzmayri (A. J. Wagner, 1914)
- Macedonica slavica H. Nordsieck, 1974
- Macedonica teodorae Irikov, 2006
- Macedonica thasia H. Nordsieck, 1977
- Macedonica ypsilon H. Nordsieck, 1977
- Macedonica zilchi Urbański, 1972

### Synoniemen
- Macedonica (Serbica) O. Boettger, 1877 => Macedonica O. Boettger, 1877
- Macedonica (Serbica) frauenfeldi (Rossmässler, 1856) => Macedonica frauenfeldi (Rossmässler, 1856)